# Jonathan Scott Taylor
Johnatan Scott Taylor (nació el 6 de marzo de 1962) es un actor inglés nacido en São Paulo, Brasil.
Comenzó a ir a la escuela de arte dramático a la edad de 11 años. Fue educado en la escuela de niños de Aserd´s de Aserdashers. Interpretó el personaje de Jim Hawkins en un musical de Treasure Island en 1973. Luego asumió papeles menores en Bugsy Malone (1976) y The Four Feathers (1978) y un papel protagonista en una producción de la BBC de The Winslow Boy (1977), después de lo cual fue elegido para interpretar su papel más
famoso, al adolescente Damien Thorn en Damien: Omen II (1978).
Jonathan Scott-Taylor luego de encarnar al Hijo de Satanás, trabajó en algunas series de la BBC, por ejemplo interpretó el papel de Lucius, el sirviente de Brutus, en "La tragedia de Julio César" de Shakespeare, producción de la BBC de 1979. Se retiró definitivamente de la actuación en 1988, a la edad de 26 años.

## Filmografía
- The Copter Kids (1976)
- Bugsy Malone (1976)
- The Four Feathers (1977)
- Damien: Omen II (1978)
- Shadey (1985)